# (2.2)Paracyclophan
[2.2]Paracyclophan ist eine chemische Verbindung aus der Gruppe der Cyclophane. Strukturell ist es aus zwei Benzolringen aufgebaut, die durch zwei Ethylenbrücken verknüpft sind.

## Geschichte
[2.2]Paracyclophan wurde erstmals 1949 von C. J. Brown und A. C. Farthing synthetisiert.

## Gewinnung und Darstellung
[2.2]Paracyclophan kann durch Polymerisation von p-Xylen gewonnen werden.

## Eigenschaften
[2.2]Paracyclophan ist ein weißes kristallines Pulver. Es besitzt eine tetragonale Kristallstruktur mit der Raumgruppe P42/mnm (Raumgruppen-Nr. 136).
Seine Formyl-, Acetyl-, Nitro- und Bromderivate können durch elektrophile aromatische Substitution in einem Schritt erhalten werden.

## Verwendung
[2.2]Paracyclophan und einige seiner einfachen Derivate werden als Monomere für die Herstellung aromatischer Polymere genutzt. Sie dienen auch als Modellverbindungen in der Grundlagenforschung.